# سيمون ميسيك
سيمون ميسيك (بالإنجليزية: Simone Missick)‏ (19 يناير 1982- ) ممثلة سينمائية وتلفزيونية أمريكية. اشتهرت بدورها ضمن سلسلة عالم مارفل السينمائي بدور المحققة (ميستي نايت) في مسلسل لوك كيج، وتمثل أيضا في المسلسل القصير المدافعون، ومسلسل القبضة الحديدية.

## السيرة الشخصية
سيمون ميسيك خريجة مدرسة رينيسانس الثانوية في ديترويت بميتشيغن في عام 1999، ثم استكملت دراساتها في جامعة هوارد في عام 2003.

## المسيرة المهنية
في عام 2012 لعبت ميسيك دور (إليز) في الفيلم التلفزيوني مذاق الرومانسية.[بحاجة لمصدر]
وفي عام 2014 ظهرت بدور (بورشلا) في مسلسل راي دونوفان. أدت ميسيك في 2016 دورها المتميز (ميستي نايت) بمسلسل لوك كيج. قامت بإعادته في مسلسل المدافعون، وظهرت في الموسم الثاني من مسلسل القبضة الحديدية. وفي فبراير 2019 تم الإعلان عن أن ميسيك ستلعب الدور الرئيسي في الموسم الثاني من سلسلة الخيال العلمي الكربون المعدل على شبكة نتفليكس. وأعلن في مايو 2019 عن قيامها بدور قاضية المحكمة العليا (لولا) في مقاطعة لوس أنجلوس للمسلسل الدرامي القادم فليقف الجميع لشبكة سي بي اس الأمريكية.

## الحياة الشخصية
ميسيك متزوجة من من الممثل دوريان مسيك منذ فبراير 2012. وقد لعبا دورين إلى جانب بعضهما في الموسم الثاني من مسلسل لوك كيج.

## فيلموغرافيا

### الأفلام
| عام  | عنوان             | وظيفة                | ملاحظات       |
| ---- | ----------------- | -------------------- | ------------- |
| 2003 | الأبيقوري         | جيمي                 |               |
| 2008 | الطريق إلى صندانس | ريس نايت             |               |
| 2009 | K-تاون            | سيدة واحدة جديدة # 1 |               |
| 2009 | Brotherlee        | تمار                 | فيلم قصير     |
| 2011 | انظر مرة أخرى     | آنا                  | فيلم قصير     |
| 2012 | طعم الرومانسية    | إليز                 | فيلم تلفزيوني |
| 2012 | البريد الصوتي     | ويندي بيترز          | فيلم قصير     |
| 2013 | دوغلاس يو         | تاشا                 |               |
| 2015 | بطاقة سوداء       | لونا                 | فيلم قصير     |
| 2018 | جن                | يشم                  |               |

### التلفزيون
| عام       | عنوان                                | وظيفة           | ملاحظات                   |
| --------- | ------------------------------------ | --------------- | ------------------------- |
| 2011      | مغامرات دلو وسكينر                   | مراسل           | الحلقة: "ملحمة المربيات"  |
| 2014      | راي دونوفان                          | Porschla        | الحلقة: "يو سوي كابيتان"  |
| 2014      | كل ما فعلته خطأ في العشرينات من عمري | ميلاني          | الحلقة: "The Baby Moment" |
| 2015      | فضيحة                                | شرطي موحد       | الحلقة: "ثقيل هو الرأس"   |
| 2016      | الضال بينس                           | زوجة CJ         | 2 حلقة                    |
| 2016-2018 | لوك كيج                              | ضبابي فارس      | 26 حلقة                   |
| 2017      | المدافعون                            | ضبابي فارس      | 5 حلقات                   |
| 2018      | قبضة حديدية                          | ضبابي فارس      | الموسم 2 </br> 6 حلقات    |
| 2018      | أخبرني قصة                           | ماريانا رينولدز | 1 حلقة                    |
| 2019      | فليقف الجميع                         | لولا كارمايكل   | دور أساسي                 |
| 2020      | الكربون المعدلة                      | Trepp           | الدور الرئيسي (الموسم 2)  |